# مقاطعة لي (تكساس)

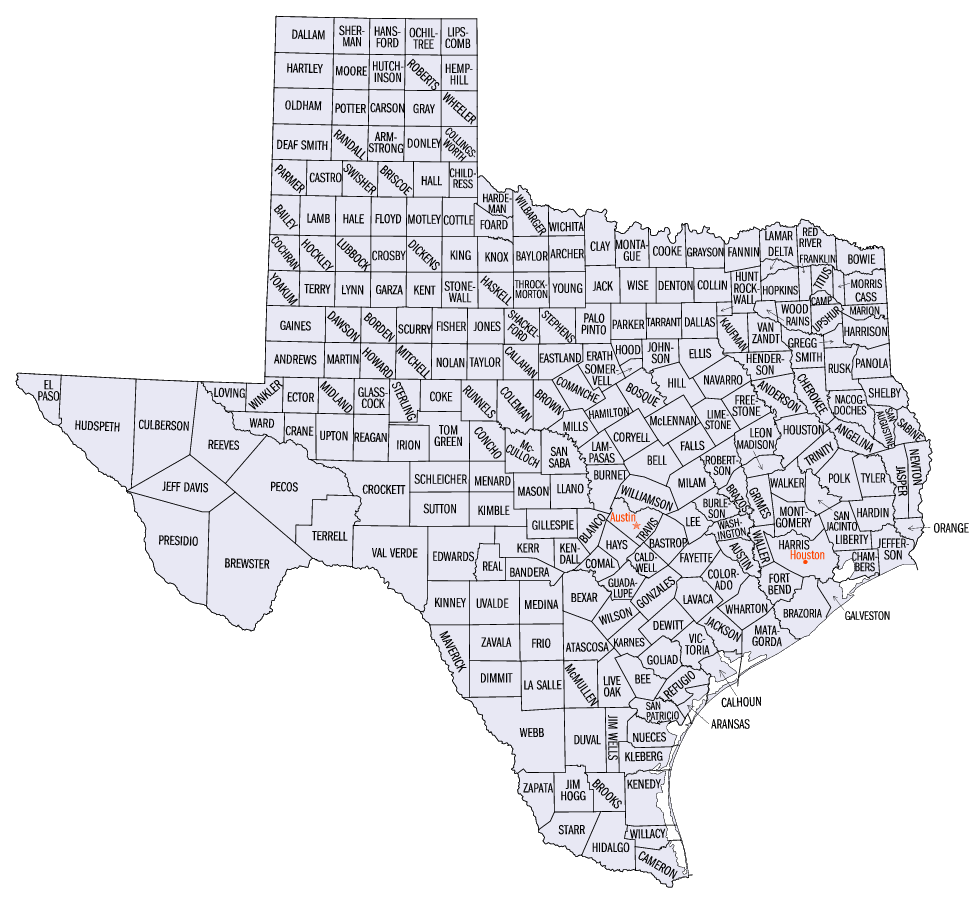
خارطة مقاطعات تكساس

مقاطعة لي (بالإنجليزية: Lee  County)‏ هي إحدى المقاطعات في ولاية تكساس، الولايات المتحدة الأمريكية.